# Скин (фильм, 2008)
«Скин» (нидерл. Skin) — нидерландский кинофильм 2008 года, снятый режиссёром Анро Смитсманом. Он основан на реальных событиях. Ведущий актёр Роберт де Хуг получил «Золотого телёнка» Нидерландского кинофестиваля за лучшую мужскую роль, а сам фильм был номинирован на международную премию «Эмми».

## Сюжет
Конец 1970-х годов. Фрэнки, 17-летний парень, всё своё время проводит в слушании панк-рока и кутежах с лучшим другом по имени Джеффри. Несмотря на тесные отношения между ним и его матерью Анной Фрэнки не обращает никакого внимания на своего отца, Симона. Когда у его матери обнаружат рак, отчаявшийся главный герой начнёт искать выход в насилии и вандализме, связавшись с бандой наци-скинхедов и участвуя в их рейдах-погромах. Но эта связь со скинами отдаляет его от друга Джеффри, так как он «чёрный», и от отца-еврея, испытавшего на себе все ужасы пребывания в концлагере.

## В ролях
- Роберт де Хуг — Фрэнки
- Сильвия Пурта — Анна
- Джон Бьесман — Симон
- Джуда Гослинга — Хэнк
- Джулиан Юбберген — Джеффри

## Критика
Как отмечает немецкая киноэнциклопедия Lexikon, фильм Смитсмана представляет собой «…социально-средовое исследование, рассказанное без особых усилий; мрачная история убедительно подтверждается глубокими знаниями молодёжных культур 1970-х годов». Обозреватель Моника Мейер из голландского Cinemagazine в своей рецензии писала, что «„Скин“ — впечатляющий полнометражный дебют. Фильм не радостный, но захватывающий», помимо режиссуры высоко оценив игру де Хуга и Бьесмана в ролях сына и отца. Автор журнала Darker Вячеслав Ерлыченков утверждает, что наиболее сильным с точки зрения усугубления положения главного героя благодаря Анро Смитсману стало наличие у него  отца еврея и близкого чернокожего друга.